# Abellis magiska teater
Abellis magiska teater, fri teatergrupp bildad 1979 av Bissa Abelli och Anders Olsson. Gruppen startade med medeltida musik och gycklarföreställningar. Idag spelar de mest för barn med folkmusik och folksagor som grund. Flera föreställningar är dramatiserade för bunrakudockor, gjorda av Thomas Lundqvist. Abellis Magiska Teater har turnerat på dockteaterfestivaler och scener i hela Europa, USA, Indonesien, Kina och Japan.